# 常磁性

小さな磁石から構成された常磁性プローブの簡単な説明図。

常磁性（じょうじせい、英: paramagnetism）とは、外部磁場が無いときには磁化を持たず、磁場を印加するとその方向に弱く磁化する磁性を指す。熱ゆらぎによるスピンの乱れが強く、自発的な配向が無い状態である。
常磁性の物質の磁化率（帯磁率）χは温度Tに反比例する。これをキュリーの法則と呼ぶ。
{\displaystyle \chi ={\frac {C}{T}}}
比例定数Cはキュリー定数と呼ばれる。

## 電子のスピンとの関係
常磁性を持つ分子や原子は、外部磁場がなくとも永久磁石となる双極子モーメントを持っている。このモーメントはその分子・原子における電子軌道（磁気モーメントを参照）での不対電子のスピンから生まれている。外部磁場がない場合、双極子どうしは互いに作用せず、熱ゆらぎのためそれぞれバラバラな方向を向いている。ゆえにこのとき、この物質は磁性を持たない。しかし外部磁場が加えられると、双極子も加えられた磁場と同じ方向を向き、外部磁場と同じ方向に磁化されることになる。かつては、この電子の整列は外部磁場によって磁気モーメントにトルクが生まれ、外部磁場に平行に並ぼうとするために起こると考えられていた。しかし、実際はスピンや角運動量の量子力学的性質によるものだった。
近接する双極子が相互に影響を与えるだけのエネルギーを持っていて、同時に電子スピンが外部磁場と同じあるいは逆向きに並び、磁場を作ることができる場合、それは強磁性（永久磁石）あるいは反強磁性をもつことになる。しかしその物質が強磁性や反強磁性を示す場合でも、ある温度以上になると、スピンは互いにでたらめの方向を向くようになって常磁性を示すようになる。この温度を強磁性ではキュリー温度、反強磁性ではネール温度という。これは、高温では物質のもつ熱運動のエネルギーがスピンの相互作用のエネルギーを上回るためである。
一般的に、常磁性の影響は非常に小さい。多くの常磁性を持つ物質（常磁石）は磁化率が10-3から10-5のオーダーであるが、磁性流体のような合成常磁石の中には10-1のオーダーを持つものもある。

### 非局在化
| 物質         | 磁化率, {\displaystyle \chi _{v}} [10−5] |
| ------------ | ---------------------------------------- |
| タングステン | 6.8                                      |
| セシウム     | 5.1                                      |
| アルミニウム | 2.2                                      |
| リチウム     | 1.4                                      |
| マグネシウム | 1.2                                      |
| ナトリウム   | 0.72                                     |

電気伝導体の物質中では、電子は非局在化し、物質中を自由電子と同様に運動する。伝導性はバンド構造の図で、エネルギーバンドの空白を埋めるように電子が上がってくることによると理解されている。通常の非磁気伝導体は、スピンが上向きの電子と下向きの電子が1つの軌道に共に入っている。しかし磁場が加えられると、スピンの向きが違うと磁気ポテンシャルエネルギーも異なるので、伝導バンドが、スピンが上向きの電子のバンドと下向きの電子のバンドに分かれる。フェルミ準位（電子の全化学ポテンシャルエネルギー）はどちらのバンドにとっても同一であるため、この分裂によってエネルギーが下がったバンドにとっては少し余剰のエネルギーが生まれることになる。これが、パウリ常磁性と呼ばれる弱い常磁性である。
常磁性の物質は、原子中の核電子（価電子でない電子）が持つ反磁性を打ち消さなければならない。より強い磁性を持つためには、非局在化した電子よりも、局在化した電子のほうが必要である。しかし、あるケースにおいては、バンド構造が、異なるエネルギーを持つスピンの向きが反対の電子を持つ2つの非局在化したサブバンドとなることがある。もし一方のサブバンドが優先的に電子を入れた場合、その物質は強磁性を持つことになる。これはあまり非局在化しない、比較的狭い（d軌道以降）バンドでしか起こらない。

### s軌道・p軌道の電子
一般的に、固体中では近接する電子の軌道を重ね合わせ、エネルギーがフェルミエネルギーとなるため、電子は強く非局在化する。これは、この軌道の電子の数ではバンドのエネルギー遷移にあまり敏感には反応せず、弱い磁性しか持たないことを意味している。これが、最外殻電子がs軌道やp軌道にある金属がパウリの常磁性を持ったり、遷移元素の金が反磁性を持つ理由である。金の場合、反磁性は閉殻となっている内側の電子殻が自由電子の弱い常磁性に勝っていることによる。

### d軌道・f軌道の電子
強い磁性が観測されるのは、d軌道やf軌道の電子が関わっている場合のみである。特に、f軌道の電子は強く局在化する。さらに、ランタノイドの磁気モーメントの大きさはMRIで用いられるガドリニウム(III)では不対電子7個分にもなる。このため、ランタノイドに含まれるネオジムやサマリウムは強力な磁石となる。

### 分子の局在化
分子でも、電子の局在化につながるものもある。分子ではエネルギー的な理由から、通常スピンが片方だけの電子が軌道に入ることはない。しかし閉殻となっていない分子は自然界には存在する。酸素分子がその一例である。固体状態でも酸素分子は2つの不対電子を含むラジカルであり、常磁性を持つ。不対電子は2p軌道からの電子が不対電子となるが、分子どうしで軌道が重ね合わせられることは限られている。結晶格子中の酸素原子間の距離が長すぎるためであり、電子は非局在化して磁気モーメントは不対のままになる。

## 関連記事
- パウリ常磁性
- ヴァン・ヴレック常磁性
- 超常磁性